# Касарги (деревня)
Касарги́ — деревня в Сосновском районе Челябинской области. Входит в состав Мирненского сельского поселения.

## География
Расположена на юго-западном берегу одноимённого озера, в месте впадения в него реки Курьи. Расстояние до районного центра села Долгодеревенского 11 км.

## Население
| 2002 | 2010 |
| ---- | ---- |
| 728  | ↘707 |

По данным Всероссийской переписи, в 2010 году численность населения деревни составляла 707 человек (352 мужчины и 352 женщины).
Башкиры — 76 человек 

## Улицы
Уличная сеть деревни состоит из 14 улиц и 6 переулков.